# Baloncesto en silla de ruedas
El baloncesto o básquetbol en silla de ruedas es la modalidad de este deporte practicada con silla de ruedas, básicamente para personas con discapacidad física. Se han adaptado las reglas del baloncesto en las particularidades de las sillas de ruedas, armonizando también los diversos niveles de discapacidad de los deportistas.
Es un deporte que cuenta con un intenso calendario tanto a nivel nacional como internacional, incluyendo su presencia en los Juegos Paralímpicos como uno de los deportes más destacados.
Una copa de oro se organiza cada dos años después de los Juegos Paralímpicos. Esta es considerada como una competencia importante en el baloncesto en silla de ruedas en los que participan los países de Canadá, Australia, Estados Unidos, Gran Bretaña, los Países Bajos y Japón.
La Federación Internacional de Baloncesto en Silla de Ruedas (IWBF, por sus siglas en inglés) es el organismo internacional que regula este deporte. La IWBF tiene 82 Organizaciones Nacionales de Baloncesto en silla de ruedas (NOWBs) y participa activamente en el baloncesto en silla de ruedas en todo el mundo; este número aumenta cada año. Se estima que más de 100 000 personas juegan el baloncesto en silla de ruedas como práctica de recreo para jugar y como club de élite de los miembros del equipo nacional. El baloncesto en silla de ruedas es un deporte jugado por niños y niñas, hombres y mujeres de todas las edades.

## Historia

### Década de 1940
En la década de 1940 el deporte de baloncesto en silla de ruedas se desempeñó como tal. Durante 1944, Ludwig Guttmann, a través del programa de rehabilitación en el hospital de Stoke Mandeville, en Aylesbury, Buckinghamshire, Inglaterra, adaptaba a algunos deportes existentes la modalidad de silla de ruedas. El primer antecesor del básquet en silla de ruedas fue conocido como la silla de ruedas Netball.
En torno a la misma época, a partir de 1946, los partidos de baloncesto en silla de ruedas se jugaban, en primer lugar, entre los estadounidenses veteranos de guerra discapacitados. Desde entonces, el deporte se ha extendido por todo el mundo.
Los Juegos de Stoke Mandeville Wheelchair, celebrada en 1947, fueron los primeros juegos que se celebraron e incluía solo a un puñado de participantes (26), y algunos eventos (lanzamiento de bala, jabalina, club de tiro, y tiro con arco).

### Década de 1950
El crecimiento era tanto en el número de eventos en silla de ruedas que los participantes  se esperaban desde años anteriores. La silla de ruedas Netball se introdujo en los Juegos Paralímpicos de 1948. En 1952, un equipo de los Países Bajos, fue invitado a competir con el equipo británico. Esto se convirtió en la primera copa de International Stoke Mandeville-Games (ISMG), un evento que se ha celebrado anualmente desde entonces.
El baloncesto en silla de ruedas, tal como se conoce en la actualidad, se jugó por primera vez en el año de 1956 en la Copa Internacional de Stoke Mandeville-Games. El equipo estadounidense "Pan Am Jets" ganó el torneo.

### Década de 1970 en adelante
En 1973, el Organismo Internacional de Juegos de Stoke Mandeville (Federación de ISMGF) estableció la primera subsección de baloncesto en silla de ruedas. En ese momento ISMGF fue el organismo gobernante mundial para todos los deportes en silla de ruedas.
Durante 1989, ISMGF cambió el nombre de su subsección de baloncesto en silla de ruedas para ser nombrado como la Federación Internacional de Baloncesto en Silla de Ruedas también conocido por el acrónimo IWBF, por sus siglas en inglés.
La independencia total llegó en 1993 cuando la IWBF se convirtió en el organismo mundial de baloncesto en silla de ruedas con total responsabilidad para el desarrollo del deporte. En los años siguientes IWBF creció en el número de miembros; en función del número de Organizaciones Nacionales de Baloncesto en silla de ruedas (NOWB) con programas activos, la Federación Internacional se configura en cuatro zonas geográficas: África, América, Asia/Oceanía y Europa.

## Reglamento
Las reglas son básicamente las mismas que el baloncesto con el añadido de que se tienen en cuenta los diversos grados de discapacidad de los deportistas, aplicando una puntuación que va del 1 al 4,5 sobre cada uno de ellos en función de este nivel. En todo momento, el equipo formado por 5 jugadores (12 en total) que en el campo no puede pasar de 14 puntos a nivel de clubes mientras de 14,0 puntos a nivel de selecciones. El diámetro de la rueda de la silla es de 68 cm.

### Clasificaciones
El baloncesto en silla de ruedas, está basado en el baloncesto, aunque introduce algunas modificaciones para reflejar el uso de la silla en el juego, y para armonizar los distintos niveles de discapacidad en los jugadores.
Todos los equipos que compiten por encima de un nivel de uso recreativo son puntuados por un sistema de clasificación para evaluar las habilidades funcionales de los jugadores en una escala de puntos de 0,5 a 4,5. En los lugares donde los equipos están integrados, los atletas no discapacitados son clasificados con 4,5; un individuo con el más alto grado de discapacidad (como la paraplejía completa debajo del pecho) tendría la calificación de 0,5. 
La clasificación es un reglamento internacional para jugar al baloncesto en silla de ruedas, en las competiciones restringir el número de puntos permitidos en la cancha al mismo tiempo. Sin embargo, en este momento, los atletas solo se les permite competir a nivel internacional si tienen una discapacidad.

## Competiciones internacionales
Los principales eventos son los juegos paralímpicos de Baloncesto (wheelchair basketball in the paralympics games), los juegos mundiales IWAS (IWAS World Games) y el Campeonato Mundial IWBF (IWBF World Championship).

### Campeonato mundial IWBF

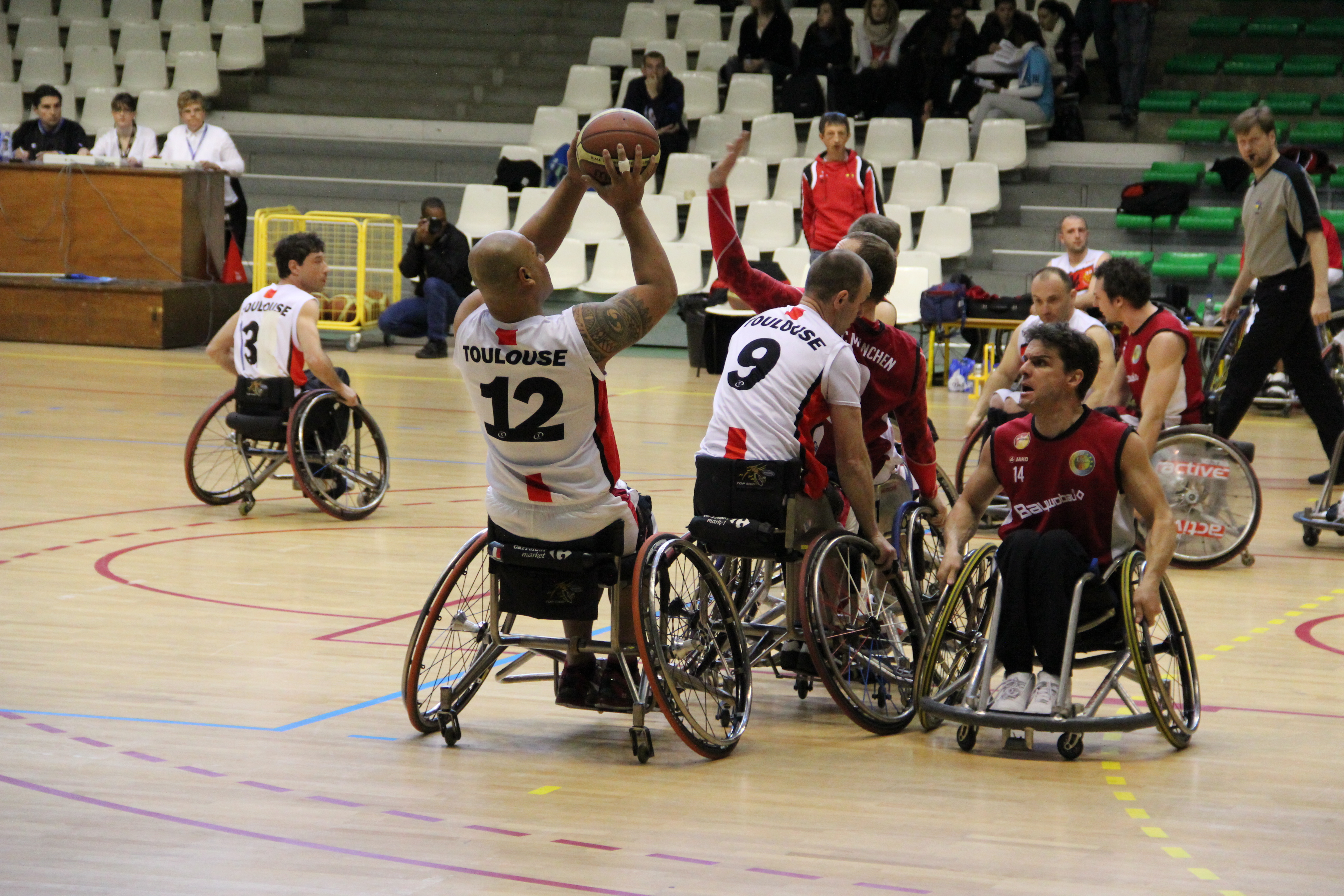
Partida de la Euroliga entre Toulouse y Roma.

El Campeonato Mundial para este deporte se ha celebrado en categoría masculina desde 1973, con Bruges, Bélgica como la primera ciudad anfitriona. El primer campeonato de estos torneos fue ganado por Gran Bretaña. Ha habido 12 ediciones hasta la fecha, 7 veces han sido ganados por los Estados Unidos (1979, 1983, 1986, 1990, 1994, 1998, 2002); por Canadá en dos ocasiones (1994, 2006), Australia (2010 y 2014) por Gran Bretaña (1973 y 2018), e Israel (en 1975) y Francia (1990). 
En Categoría femenina se celebra desde 1990, con Saint Etienne (Francia) como primera sede, que fue ganado por Estados Unidos. Hasta la fecha se han disputado 7 campeonatos del mundo femeninos. con Canadá como máximo ganador con 5 títulos (1994, 1998, 2002, 2006 y 2014) seguido por Estados Unidos con 2 (1990 y 2010) y por último por Países Bajos con 1 (2018) .
El último Campeonato Mundial de Baloncesto en silla de ruedas se celebró en agosto de 2018, en Hamburgo, Alemania.